# Öwezgeldi Ataýew
Öwezgeldi Ataýew (n. 1951, Așhabadski raion⁠(d), Republica Sovietică Socialistă Turkmenă, URSS) este un om politic turkmen.

## Biografie
Öwezgeldi Ataýew s-a născut în anul 1951.
Potrivit Constituției turkmene, în calitate de președinte al Adunării Poporului, ar fi trebuit să fie numit președinte interimar al Turkmenistanului, la moartea președintelui Saparmurat Niyazov survenită la 21 decembrie 2006. Însă justiția a deschis o anchetă asupra unor eventuale activități criminale desfășurate de Öwezgeldi Ataýew. Acesta și-a văzut astfel blocată posibilitatea de a prelua interimar puterea, Consiliul de Securitate al Turkmenistanului l-a numit pe vice-președintele Consiliului de Miniștri și ministru al sănătății, al educației și al științelor Gurbangulî Berdîmuhamedov președinte interimar.
La 26 decembrie 2006, Öwezgeldi Ataýew a fost demis din funcțiile sale de către președintele interimar, fiind înlocuit de vice-președinta Parlamentului turkmen, Akja Nurberdiieva, după ce, la 22 decembrie al aceluiași an fusese arestat. Fostul președinte al Adunării Poporului (Parlamentul turkmen), Öwezgeldi Ataýew a fost prezumat culpabil de abuz de autoritate și de conduită imorală.